# Kim (football)
Pour les articles homonymes, voir Kim.
Carlos Henrique Dias, dit Kim, est un footballeur brésilien né le 22 juin 1980 à Juiz de Fora (Brésil) jouant au poste d'attaquant.

## Biographie
Kim a commencé sa carrière à l'Atlético Minero en novembre 1998 et a signé son premier contrat professionnel en juin 1999. Après deux saisons à Al Ahly en Arabie saoudite, il rejoint Nancy durant l'été 2005 et retrouve deux anciens coéquipiers : André Luiz Silva et Adrian Sarkisian. Les supporters retiendront d'abord son but de la tête en finale de la coupe de la Ligue. 
L'attaquant brésilien n'a pas été aussi heureux tout au long de la saison. Blessé plusieurs mois à la cheville, il n'a disputé que 23 matchs et surtout n'a marqué qu'un seul but en Ligue 1 contre Le Mans. Kim a pourtant souvent régalé les spectateurs de Marcel-Picot par ses dribbles ou ses accélérations. Il a révélé avoir pris Ronaldo et Ronaldinho comme modèle dans ses dribbles. Véritable poison pour les défenseurs, souvent poussés à la faute, Kim confirme tout son talent lors d’un bonne deuxième saison de L1 et attire même les convoitises de quelques grands clubs. 
La saison suivante est relativement mitigée, avec une superbe première partie (6 buts en 11 journées) puis une deuxième partie décevante du fait d'une longue blessure.
À la fin de la saison 2007-08, son transfert vers le club d'Al Arabi est officialisé après avoir été un temps annoncé à l'Olympique de Marseille.
Début 2011, Kim résilie son contrat avec le club Al Arabi et signe avec le club brésilien de Vasco de Gama, malgré l'intérêt de son ancien club, l'ASNL.

## Palmarès
- Coupe de la Ligue :
  - Vainqueur en 2006 (AS Nancy-Lorraine).
- Coupe Crown Prince d'Arabie saoudite :
  - Finaliste en 2004 (Al Ahly Djeddah).

## Carrière
| Saison      | Club              | Pays            | Championnat         | Coupes nationales | Coupes d’Europe       |
| ----------- | ----------------- | --------------- | ------------------- | ----------------- | --------------------- |
| 2000 - 2000 | Atlético Mineiro  | Brésil          | 4 matchs / 2 buts   | -                 | -                     |
| 2001 - 2001 | Atlético Mineiro  | Brésil          | 17 matchs / 4 buts  | -                 | -                     |
| 2002 - 2002 | Atlético Mineiro  | Brésil          | 19 matchs / 4 buts  | -                 | -                     |
| 2003 - 2003 | Atlético Mineiro  | Brésil          | 15 matchs / 2 buts  | -                 | -                     |
| 2003 - 2004 | Al Ahly Djeddah   | Arabie saoudite | ? matchs            | ?                 | -                     |
| 2004 - 2005 | Al Ahly Djeddah   | Arabie saoudite | ? matchs / ? buts   | ?                 | -                     |
| 2005 - 2006 | AS Nancy-Lorraine | France          | 23 matchs / 1 but   | 2 matchs / 1 but  | -                     |
| 2006 - 2007 | AS Nancy-Lorraine | France          | 28 matchs / 4 buts  | 4 matchs / 1 but  | 6 matchs(C3) / 2 buts |
| 2007 - 2008 | AS Nancy-Lorraine | France          | 24 matchs / 6 buts  | 1 match           | -                     |
| 2008 - 2009 | Al Arabi Doha     | Qatar           | ?? matchs / ?? buts |                   |                       |

Dernière mise à jour le 23 juin 2008